# Gamla stan, Kalmar

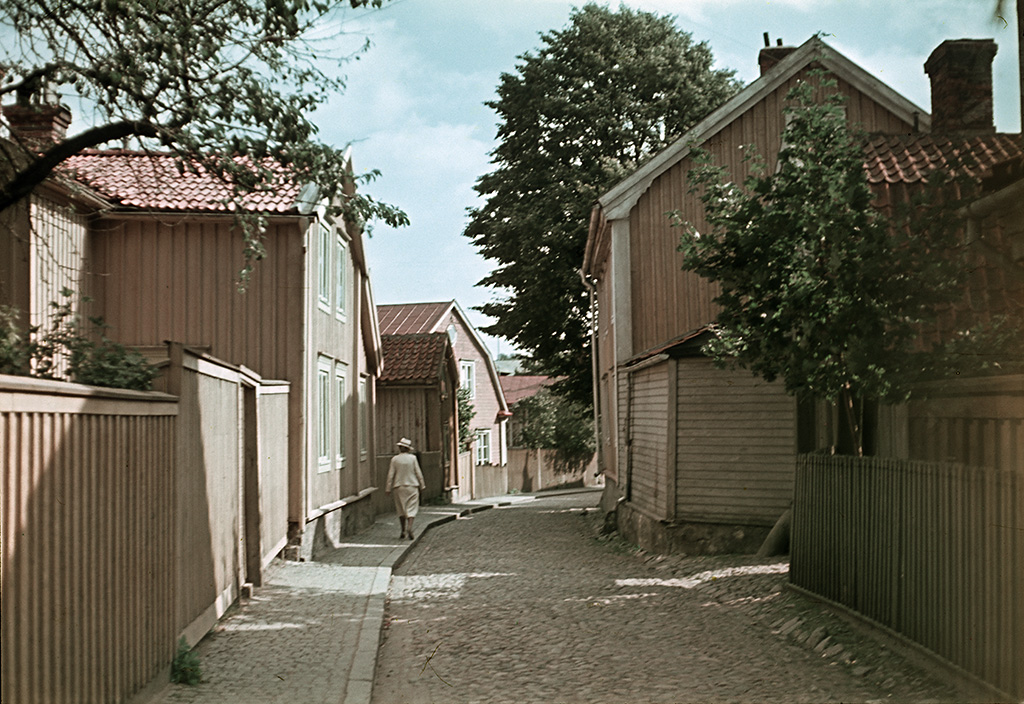
Västerlånggatan i Gamla stan i Kalmar, 1945.

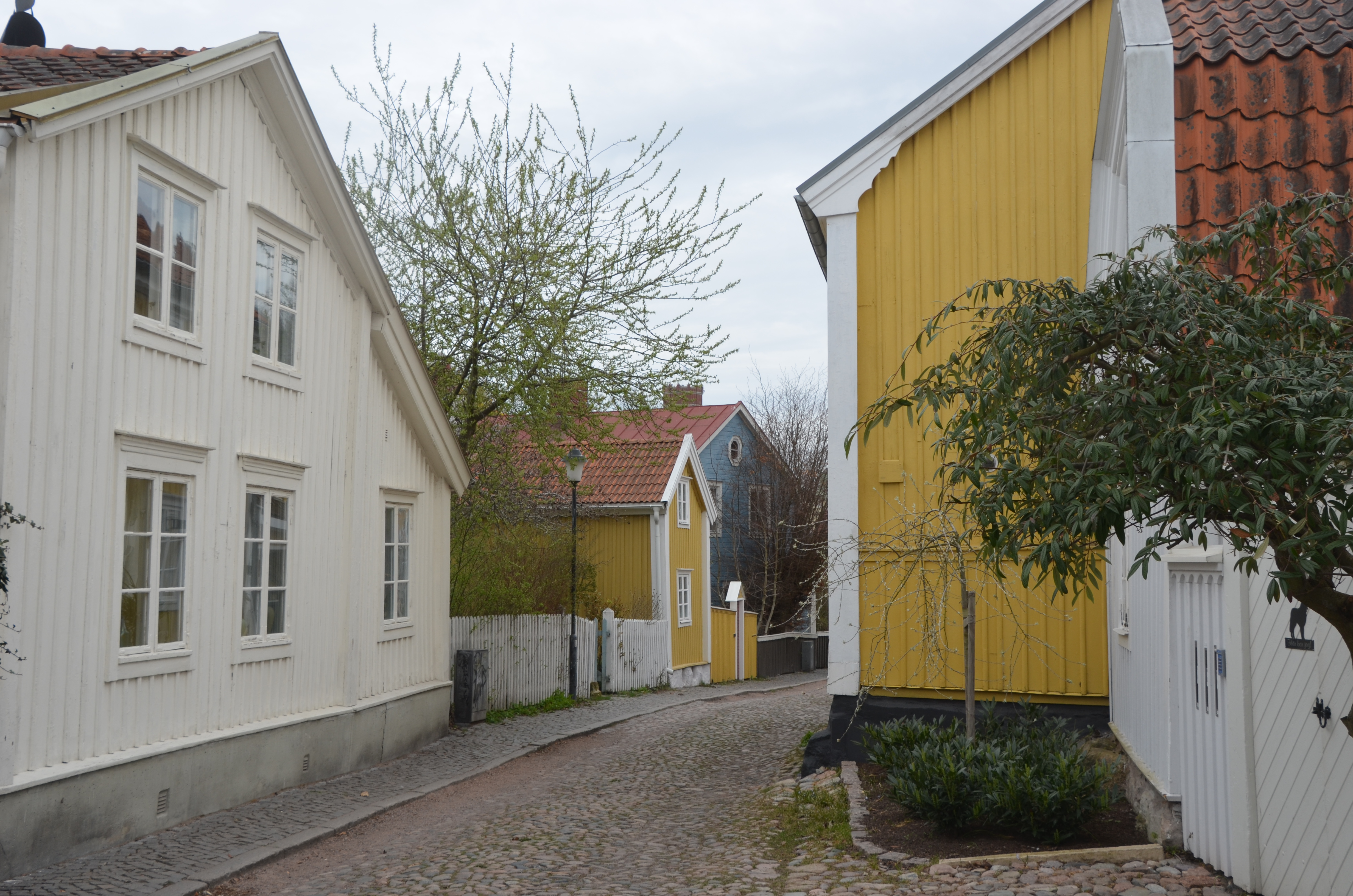
Västerlånggatan i Gamla stan i Kalmar, 2025

Gamla stan är en stadsdel i Kalmar på fastlandet direkt väster om Kalmar slott, som var stadens belägenhet från 1200-talet till 1600-talet. Mitt i Gamla stan finns Gamla kyrkogården, där Bykyrkan (även kallad S:t Nikolaikyrkan) stod fram tills att den förstördes 1678.
En stadsbebyggelse började växa upp i Gamla stan i början av 1200-talet parallellt med den bebyggelse som redan fanns på Slottsholmen. När Kalmar slott började byggas under andra halvan av 1200-talet, fick invånarna på Slottholmen flytta dit.
År 1639 bestämde Axel Oxenstierna att Kvarnholmen skulle bebyggas. År 1647 förstördes stora delar av Gamla stan av en brand, varefter byggnationen av Kvarnholmen påbörjades. Under 1650-talet uppfördes där en mängd fastigheter. Under Skånska kriget 1677 anfölls Kalmar och den förstörelse som då skedde markerade slutet för  Gamla stan som stadens centrum.
Efter flytten till Kvarnholmen utnyttjades Gamla stan för lustgårdar för borgarklassen. I dag finns där en välbevarad bebyggelse från 1700- och 1800-talen.